# ウィレム・デ・ハーン
ウィレム・デ・ハーン（Wilhem de Haan, 1801年2月7日 - 1855年4月15日）は、オランダの動物学者。おもに昆虫類、甲殻類の研究で功績を残した。
ライデン王立自然史博物館（現・オランダ国立自然史博物館）の初代無脊椎動物管理者を務めた。シーボルトらが日本で収集した標本や図をもとに、テミンク、シュレーゲルらと共に『日本動物誌』（Fauna Japonica : ファウナ・ヤポニカ）を執筆した。デ・ハーンはもともと昆虫学者であったが、『日本動物誌』では甲殻類編を担当した。この甲殻類編は1833年から1850年にかけて刊行された。
日本産の大型甲殻類はデ・ハーンによって学名が命名され、西洋へ紹介された種類が数多い。現在でもデ・ハーンが命名した学名が有効とされる甲殻類は111種に達する。
1846年に脊髄疾患により退職、1855年に54歳で死去した。

## 献名
多くの動物の学名に、デ･ハーンに対する献名として"dehaani"または"dehaanii"が命名されている。以下にその一部を挙げる。
- 甲殻類
  - サワガニ Geothelphusa dehaani (White, 1847)
  - クロベンケイガニ Chiromantes dehaani (H. Milne Edwards, 1853)
  - カイカムリ Lauridromia dehaani (Rathbun, 1923)
- 昆虫類
  - デハーンホソアカクワガタ Cyclommatus dehaani (Westwood, 1842)
  - オオオサムシ（英語版） Carabus dehaanii Chaudoir, 1848
  - カラスアゲハ日本本土亜種 Papilio bianor dehaanii C. et R. Felder, 1864